# Antologia

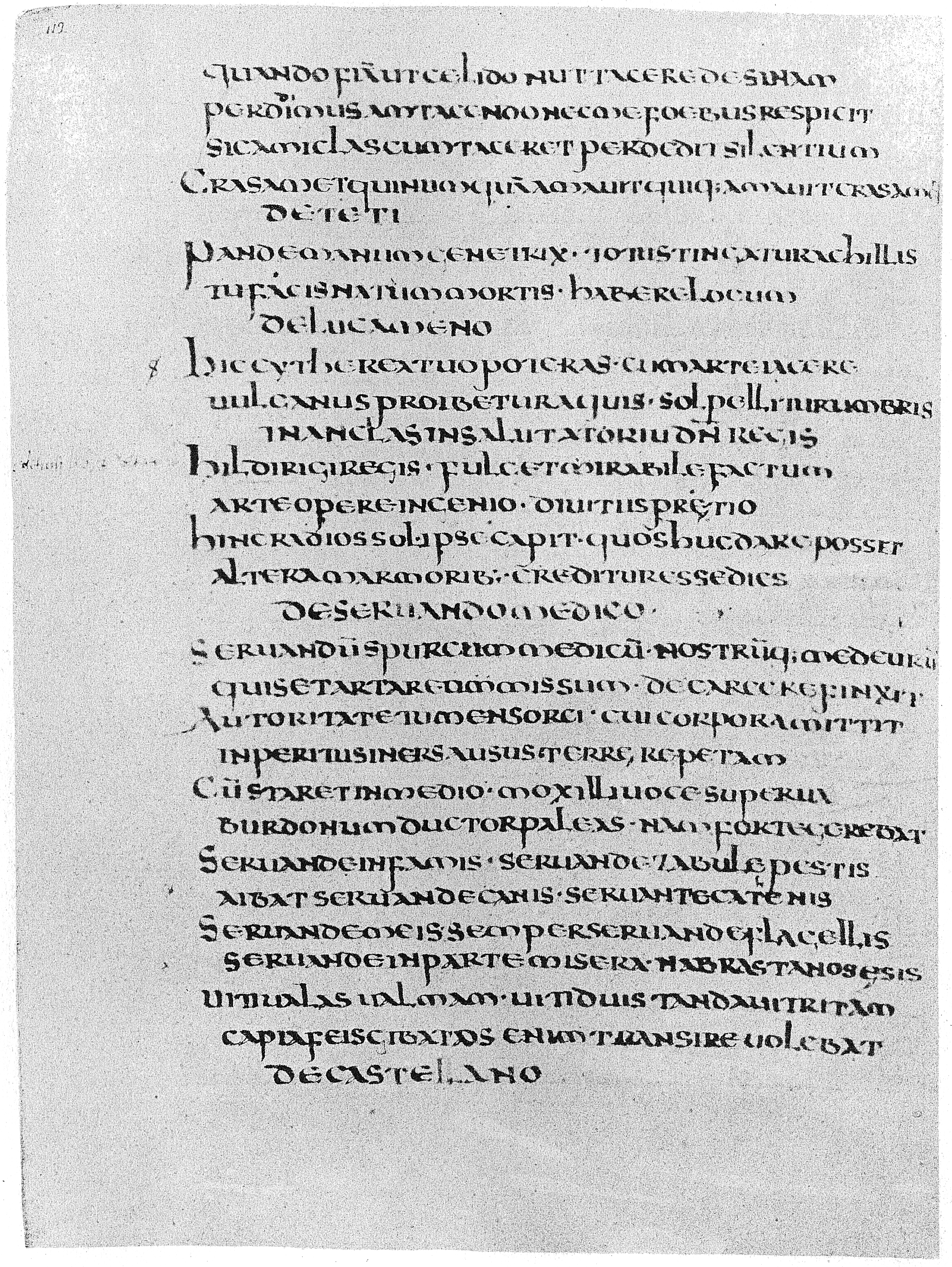
Pagina del codice Salmasianus

Per antologia (dal greco antico ἄνϑος?, "fiore" e λέγω, légo, "raccolgo"; in latino florilegium) s'intende una raccolta qualitativamente scelta e rappresentativa di brani di opere letterarie. Analogamente, il termine si usa in molte forme artistiche classiche come pittura e scultura o moderne come cinema e musica. Sinonimo di antologia è florilegio, mentre una crestomazia (dal greco antico χρηστός?, utile e μανθάνω, "(io) imparo") è una raccolta di passi "utili" d'autori classici. Il curatore o compilatore di un'antologia è detto antologista.

## Panorama storico

### Antologia greca

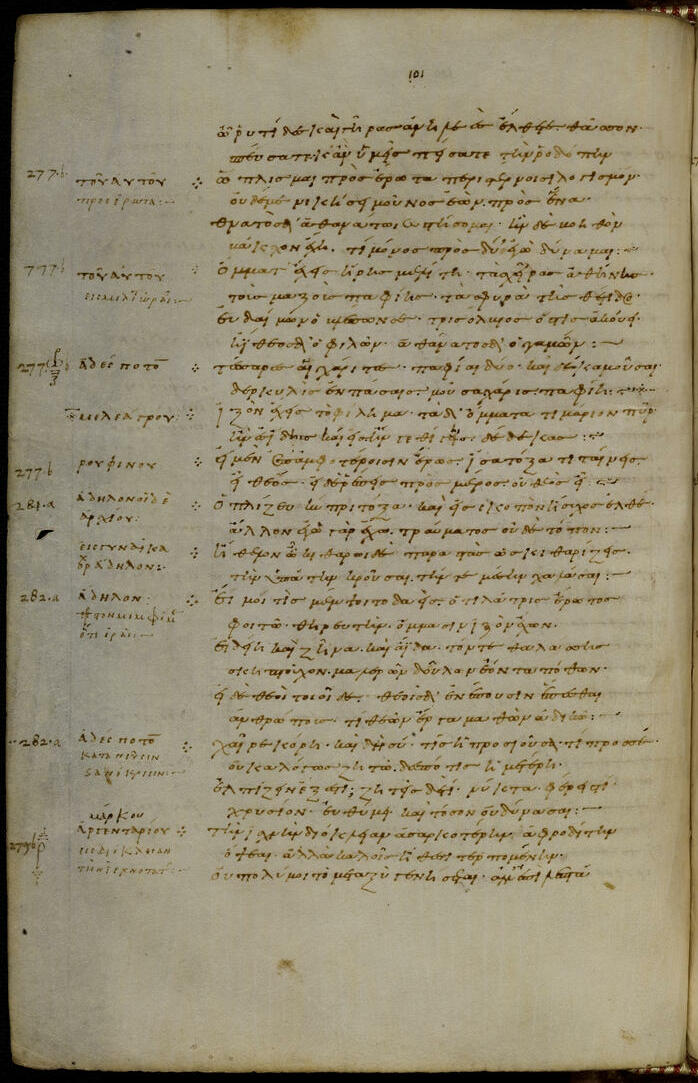
Antologia Palatina, p. 101

La prima antologia propriamente detta fu composta da Meleagro di Gadara attorno al 100 a.C. L'opera, intitolata Στέϕανος ("La corona") conteneva epigrammi sia propri che di altri quarantotto poeti ellenistici. L'opera di ciascun poeta era preceduta da un'elegia dedicata a un fiore (ἄνϑος), donde il nome. Nella raccolta di Meleagro figuravano inoltre componimenti di altri trenta autori e di numerosi anonimi di età arcaica o classica. Le composizioni si succedevano secondo l'ordine alfabetico delle parole iniziali degli epigrammi. Altre antologie furono la Στέφανος di Filippo di Tessalonica (attorno al 40 d.C.) e l'ἀνθολόγιον di Diogeniano attorno al 150 d.C.. In età giustinianea, il Κύκλος τῶν νέων ἐπιγραμμάτων ("Ciclo") di Agatia (VI secolo). Quest'ultimo nel Proemio afferma che la sua antologia è dovuta a poeti da lui invitati a comporre epigrammi per l'occasione; degno di nota, inoltre, è l'ordimento degli epigrammi, non più alfabetico ma per materia (dedicatori, descrittivi, funebri, ecc.). Attorno al 900 d.C. Costantino Cefala, un alto dignitario ecclesiastico bizantino utilizzò le suddette raccolte, con l'ordinamento di Agatia, per una raccolta andata perduta. Tuttavia un secolo dopo, attorno al 980, l'antologia di Agatia fu ampliata da un autore anonimo; l'unico manoscritto, trovato attorno al 1600 nella biblioteca del conte palatino di Heidelberg, in Germania, è la famosa Antologia Palatina. Un'ultima raccolta, redatta nel 1299 dal dotto Massimo Planude, conteneva 388 epigrammi ignoti all'Antologia Palatina; questi componimenti sono stati aggiunti all'Antologia Palatina dove, col nome di Appendix Planudea, costituiscono il XVI libro nelle edizioni moderne.

### Anthologia latina
Il titolo Anthologia Latina deriva da un'opera relativamente moderna, ma le antologie di componimenti in lingua latina sono molto antiche, derivando soprattutto da un codice noto come Salmasianus risalente, da alcuni accenni a persone e fatti dei Vandali, a un periodo compreso tra il 532 e il 534. Ma antologia di poeti latini dovevano esistere già nel I secolo a.C.: si suppone, infatti, che Aulo Gellio per le sue Noctes Atticae abbia tenuto a portata di mano qualche florilegio.

### Antologie in età moderna
Le antologie sono strumenti essenziali per la conservazione e la conoscenza dei testi, soprattutto lirici come gli antichi  canzonieri  della lirica in volgare.
Dopo la diffusione della stampa le antologie hanno comunque svolto il compito di offrire, in uno spazio ristretto, una scelta significativa di generi diversi e di varie opere. 
Nel Cinquecento le raccolte dei lirici ebbero molta fortuna, anche perché il solo fatto di essere segnalato in una antologia era un segno di distinzione culturale. 
Nei secoli seguenti si sono diffuse le antologie a scopo didattico e quelle dove gruppi di scrittori, nello scegliere i loro testi, hanno cercato di comunicare i loro programmi e le loro comuni intenzioni.
In molti casi le antologie servono come punto di riferimento per la ricostruzione fedele di un periodo storico o per meglio interpretare forme ed evoluzione dei generi letterari.

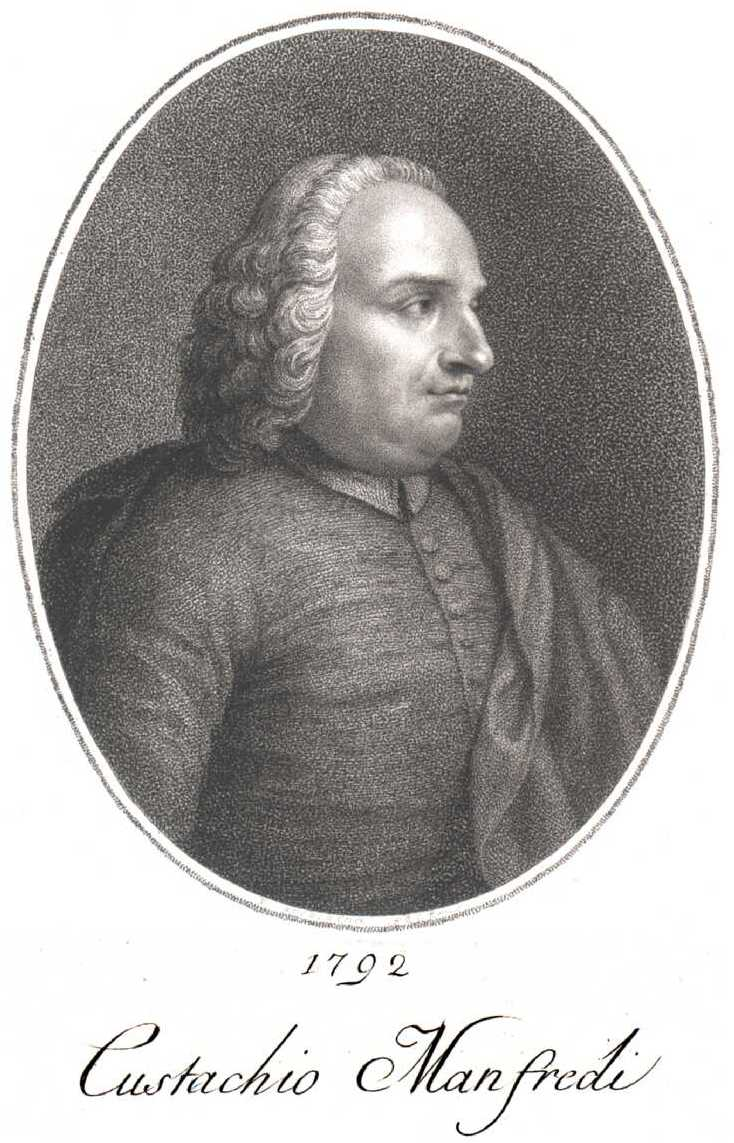
Eustachio Manfredi

La più antica antologia della poesia in lingua italiana fu pubblicata a Bologna nei primi anni del XVIII secolo a cura di Agostino Gobbi e su ispirazione di Eustachio Manfredi. Da allora in poi furono numerosissime, soprattutto nell'Ottocento.

### Le antologie del XX secolo
Le antologie del Novecento hanno fatto conoscere soprattutto lo sviluppo della poesia e della critica.
Le avanguardie storiche sono state tra le prime ad organizzare raccolte di testi di gruppo che, nell'insieme, chiariscono la linea programmatica.
In Italia sono nate antologie molto impegnative già nella prima metà del secolo e nell'ultimo cinquantennio esse si sono caratterizzate per il loro impegno nell'interpretare e periodizzare la poesia contemporanea.
Fra le Antologie del Novecento si ricordano:
- I poeti futuristi, con un proclama di F. T. Marinetti e uno studio sul verso libero di P. Buzzi, Edizioni futuriste di "Poesia", Milano 1912
- Giovanni Papini, Pietro Pancrazi, Poeti d'oggi, Vallecchi, Firenze 1920
- I nuovi poeti futuristi, Edizioni futuriste di "Poesia", Roma 1925
- Enrico Falqui, Elio Vittorini, Scrittori nuovi. Antologia italiana contemporanea, Carabba, Lanciano 1930
- Luciano Anceschi, Lirici nuovi. Antologia di poesia contemporanea, Hoepli, Milano 1943.
- Giacinto Spagnoletti, Antologia della poesia italiana contemporanea, Vallecchi, Firenze, 1946.
- Mario dell'Arco, Pier Paolo Pasolini, Poesia dialettale del Novecento, Guanda, Parma 1952.
- Pier Paolo Pasolini, Canzoniere italiano. Antologia della poesia popolare, Guanda, Parma 1955.
- Alfredo Giuliani, I Novissimi. Poesie per gli anni '60, Rusconi e Paolazzi, Milano 1962.
- Guido Guglielmi, Elio Pagliarani, Manuale di poesia sperimentale, Feltrinelli, Milano 1966.
- Gianfranco Contini, Letteratura dell'Italia Unita 1861-1968, Sansoni, Firenze 1968 (poesia e prosa).
- Edoardo Sanguineti, Poesia del Novecento, Einaudi, Torino 1969.
- Nicola Tanda Contemporanei: proposte di lettura, Loescher, Torino, 1972.
- Giancarlo Pontiggia, Enzo Di Mauro, La parola innamorata. I poeti nuovi 1976-1978, Feltrinelli, Milano 1978.
- Pier Vincenzo Mengaldo, Poeti italiani del Novecento, Mondadori, Milano 1978.
- Antonio Porta, Poesia degli anni Settanta, Feltrinelli, Milano 1979.
- Aa.Vv., Poesia italiana del Novecento, Garzanti, Milano 1980.
- Mario Chiesa, Giovanni Tesio, Le parole di legno. Poesia in dialetto del '900 italiano, Mondadori, Milano 1984.
- Franco Brevini, Poeti dialettali del Novecento, Einaudi, Torino 1987.
- Franco Cavallo, Mario Lunetta, Poesia italiana della contraddizione: L'avanguardia dei nostri anni: 43 autori in una antologia, Newton Compton, Roma 1989.
- Gioventù cannibale, curata da Daniele Brolli, Einaudi Stile Libero, 1996.

### La Crestomazia romancia
Nei primissimi anni del Novecento Caspar Decurtins, politico, uomo di stato e filologo svizzero, realizzò una monumentale Crestomazia romancia, in 14 volumi, raccogliendo una consistente parte della produzione letteraria in lingua romancia, nelle varie parlate delle valli del Canton dei Grigioni, idiomi che vedono sempre più restringere l'area di diffusione e il numero dei parlanti.

## Le deroghe per il diritto d'autore
In Italia l'articolo 70 della legge sulla protezione del diritto d'autore prevede per le antologie scolastiche una deroga al principio della disponibilità dell'opera a favore dell'autore. Nel diritto italiano sorge infatti un diritto alla licenza legale a favore dei curatori delle antologie scolastiche.
La riproduzione di brani coperti dal diritto d'autore comporta pertanto il pagamento del relativo diritto. Non è violatorio della normativa penalistica e nemmeno civilistica, ma fa solo nascere il diritto all'equo compenso.
Il testo della Convenzione internazionale di Berna prevede per il legislatore nazionale una possibilità ancora più larga, senza la limitazione del per uso scolastico.

### Lunghezza dei brani
La materia è regolata dall'art 20 del Regolamento:
1. La misura della riproduzione di brani di opere letterarie o scientifiche in antologie a uso scolastico, ai sensi del secondo comma dell'art. 70 della legge, non può superare, per ciascuna antologia e nei confronti dell'opera dalla quale i brani sono riprodotti, se si tratta di prosa, 12.000 lettere, se si tratta di poesia 180 versi, con un ulteriore margine di altri 30 versi ove ciò si renda necessario per assicurare al brano riprodotto un senso compiuto. La misura della riproduzione in antologie, qualora si tratti di opera musicale, non può superare 20 battute. Trattandosi di antologie cinematografiche costituite da parti di opere cinematografiche diverse, la misura della riproduzione non può superare 50 metri di pellicola.»
Il compenso equo fissato in 12.000 lire a pagina, non è stato più aggiornato ed in pratica gli editori di antologie, pur attenti a dichiarare la loro disponibilità verso i detentori del diritto d'autore a regolare le pendenze, non ricevono in concreto richieste di liquidazione degli importi.